# Macaranga andamanica
Macaranga andamanica là một loài thực vật có hoa trong họ Đại kích. Loài này được Kurz mô tả khoa học đầu tiên năm 1877.